# Koča na Planini pri Jezeru
Koča na Planini pri Jezeru je horská chata nacházející se na Planině pri Jezeru severovýchodně od Staré Fužiny a severně od Bohinjského jezera v Julských Alpách, ve Slovinsku. Stavení je ve vlastnictví slovinského horského spolku PZS. Kapacita chaty činí 79 lůžek v pokojích a sedm ve společné noclehárně. Zimní pokoj má kapacitu devět osob. V restauraci je 80 míst.

## Historie
Původní chata byla přestavěna z bývalé sýrárny a roce 1976 otevřena pro veřejnost. V roce 1981 celá vyhořela a na jejím spáleništi byla v roce 1984 otevřena současná stavba.

## Přístup
- po silnici a  červené značce z autobusové zastávky Vogar Blato - 1½ hodiny
- po  červené značce a silnici z Planiny Blato - 1½ hodiny
- po  červené značce od Kosijeva domu na Vogarju - 1¾ hodiny
- po  červené značce z Koče pri Savici přes Komarču - 3¼ hodiny
- po  červené značce ze Staré Fužiny přes Kosijev dom na Vogarju - 3¾ hodiny
- po  červené značce z Ukance přes Komarču - 4¼ hodiny

## Přechody
- po  červené značce na Bregarjevo zavetišče na planini Viševnik - 30 minut
- po  červené značce na Kosijev dom na Vogarju - 1¾ hodiny
- po  červené značce na Koču pri Triglavskih jezerih (1685 m) - 2½ hodiny
- po  červené značce na Dom na Komni kolem Črneho jezera - 3½ hodiny
- po  červené značce na Zasavsku koču na Prehodavcih přes Dedno polje a dolinu Za Kopico - 3¾ hodiny
- po  červené značce na Vodnikov dom na Velem polju přes Planinu v Lazu a Mišeljsku planinu - 4½ hodiny

## Výstupy
- po  červené značce na Vodični vrh (1621 m) ½ hod.
- po  červené značce na Pršivec (1761 m) přes planinu Viševnik 1 hod.
- po  červené značce na Malou Tičarici (2072 m) přes Dedno polje a Planinu Ovčarija 2½ hod.
- po  červené značce na Malou Zelnarici (2310 m) přes Dedno polje 2¾ hod.
- po  červené značce na Jezerni Stog (2072 m) přes Planinu Blato a Planinu Krstenica 3 hod.
- po  červené značce na Ogradi (2087 m) přes Planinu na Lazu 3¼ hod.
- po  červené značce na Debeli vrh (2369 m) přes Planinu na Lazu 3¼ hod.